# Улица Добролюбова (Нижний Новгород)
Улица Добролю́бова — улица в Нижегородском районе города Нижнего Новгорода. Проходит от Ильинской улицы до Большой Покровской. Названа в честь русского литературного критика Н. А. Добролюбова. Его детские и юношеские годы прошли в доме № 2 по улице Октябрьской.

## История
Прежнее название улицы — Мироносицкая — связано с находящейся на ней церкви Жён-Мироносиц. Улица проектировалась как продолжение Осыпной улицы по планам 1799, 1804 и 1824 годов; её окончательный план был определен планом города 1839 года: от Лыковой дамбы до улицы Ильинской. Первым каменным домом на ней стал дом С. Пятова. До конца XIX века улица была извилистой, и лишь по плану 1881 года её начали застраивать по прямой — преимущественно каменными домами.

## Транспорт
По улице Добролюбова проходят маршруты трамвая № 21, №27. Ранее проходили маршруты № 1, № 2.

## Галерея

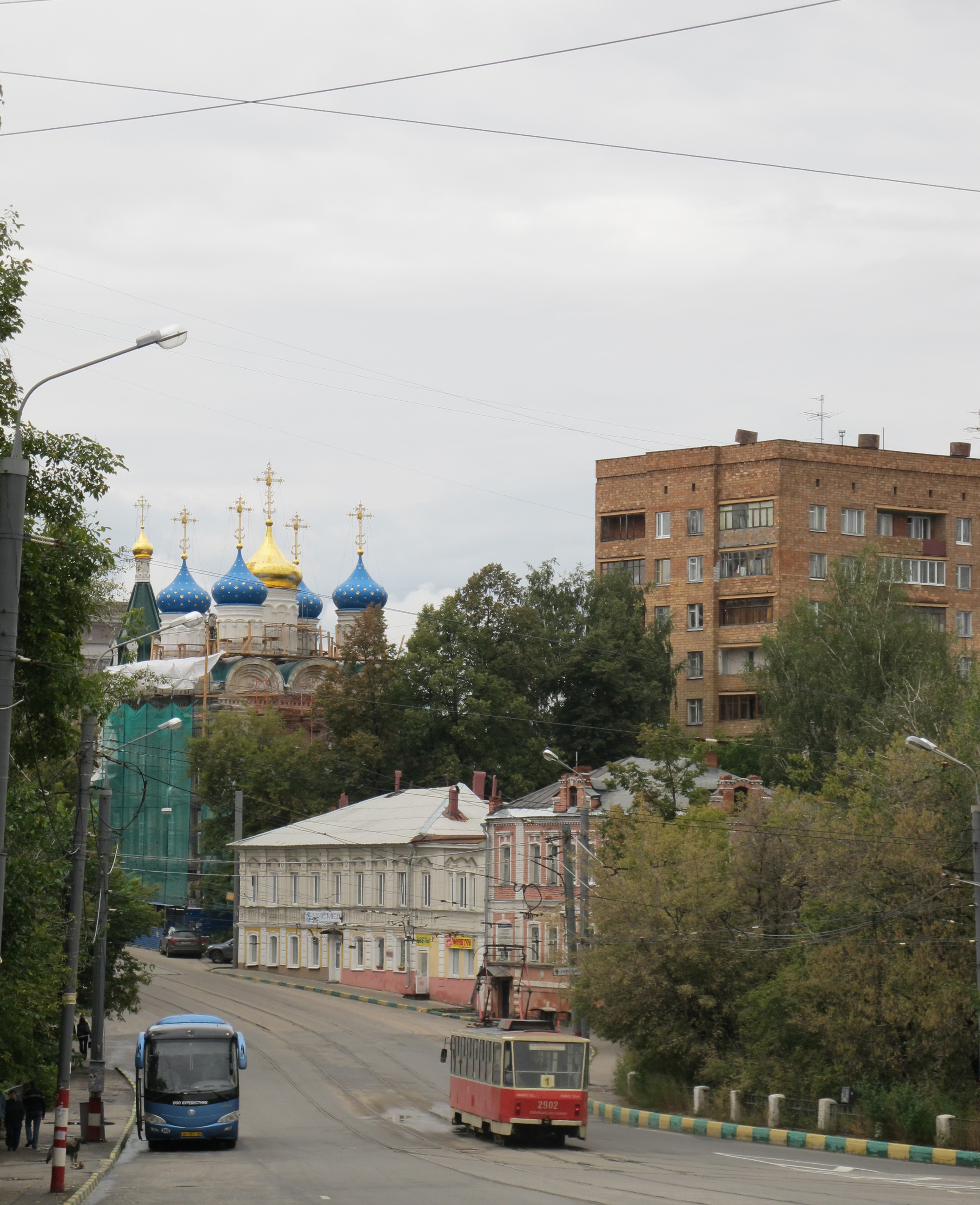
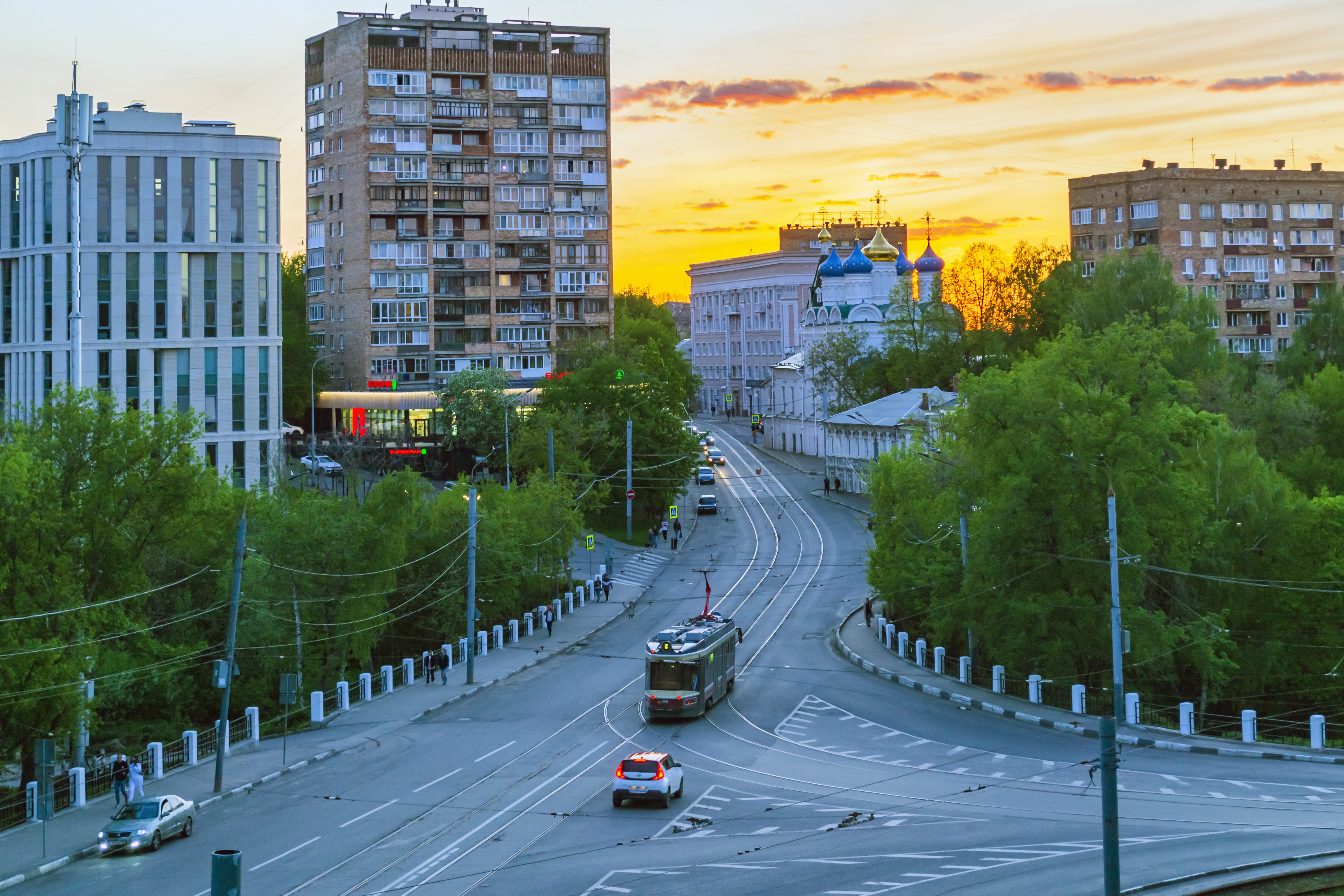
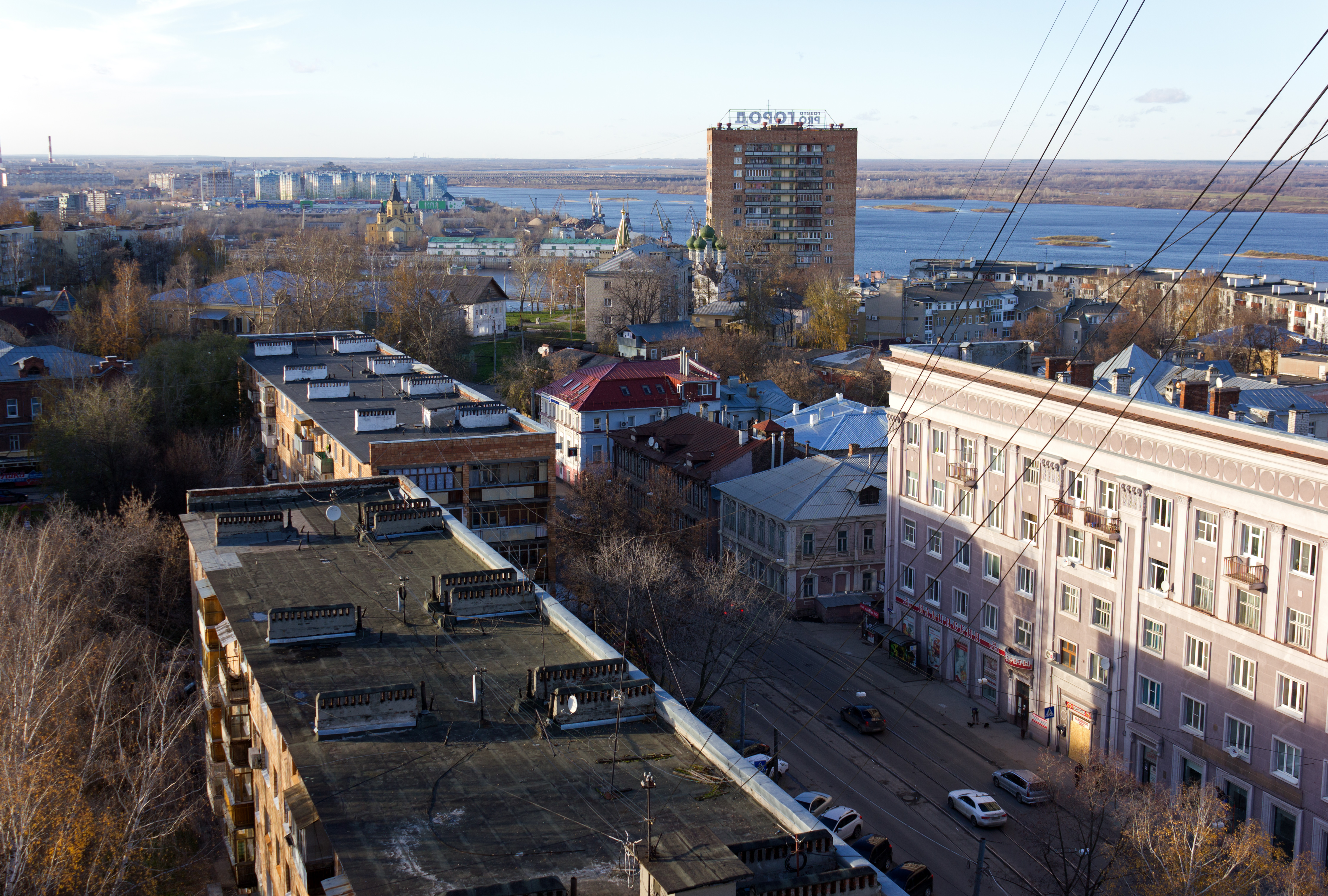
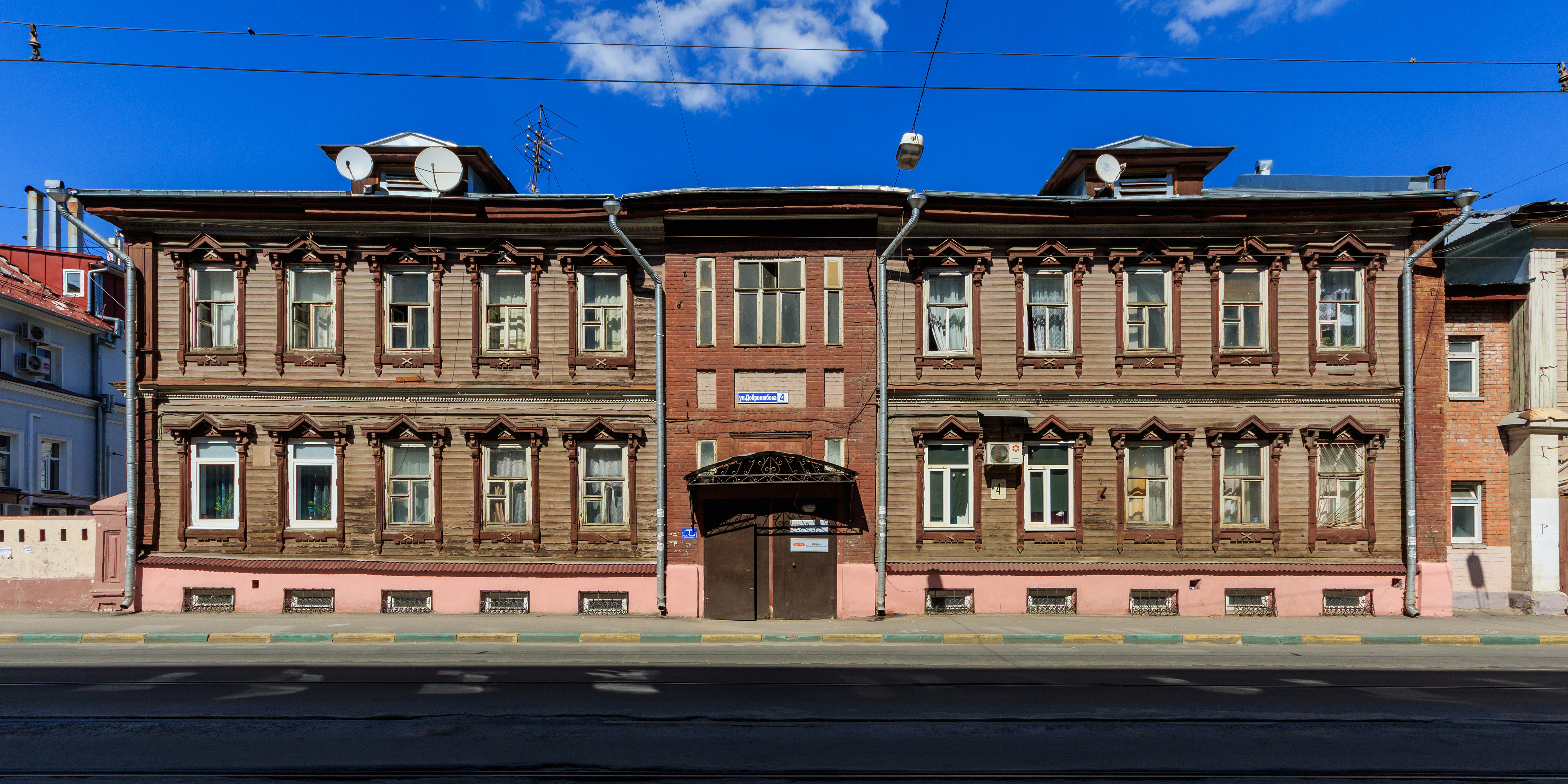
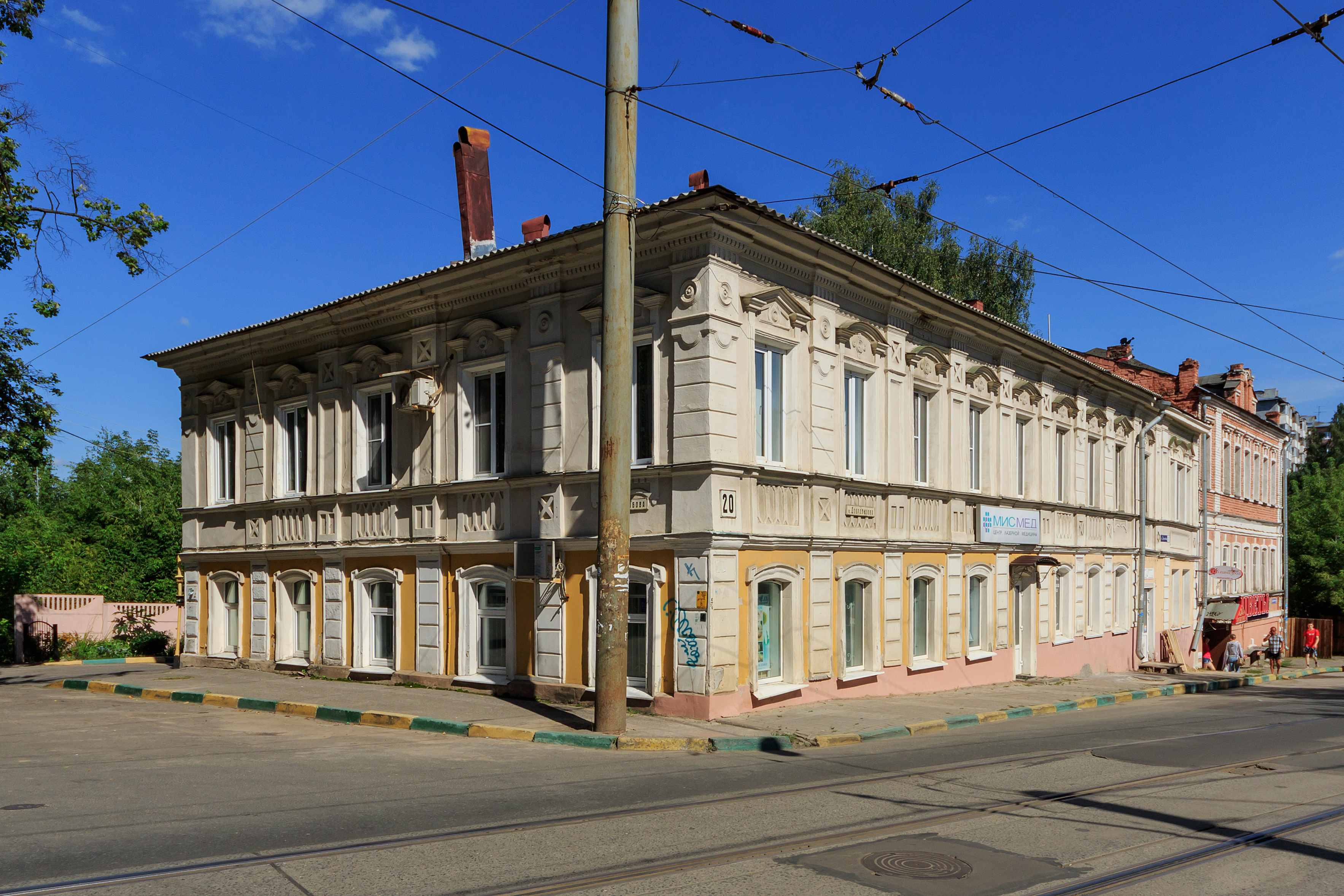